# ایتیردو
ایتیردو (به ایتالیایی: Ittireddu) یک کومونه در ایتالیا است که در استان ساساری واقع شده‌است.

## خصوصیات
ایتیردو ۲۳٫۸ کیلومترمربع مساحت و ۵۴۵ نفر جمعیت دارد و ۳۱۳ متر بالاتر از سطح دریا واقع شده‌است.